# دی‌تریس
دی‌تریس (به انگلیسی: DTrace) یک چارچوب جامع برای ردیابی پویای نرم‌افزارها است. این چارچوب، به منظور خطایابی و اشکال‌زدایی نرم‌افزارها و هسته سیستم‌عامل در سیستم‌های عملیاتی به روشی بی‌درنگ بکار می‌رود. دی‌تریس توسط شرکت سان مایکروسیستمز توسعه یافته است. دی‌تریس در اصل برای برای سیستم‌عامل سولاریس طراحی شد، سپس به صورت یک نرم‌افزار آزاد و تحت پروانه توسعه و توزیع مشترک منتشر گشت و امروزه به چندین سیستم‌عامل شبه یونیکس دیگر از جمله اوراکل لینوکس، فری‌بی‌اس‌دی، نت‌بی‌اس‌دی و مک اواس ده پورت شده است. از دی‌تریس می‌توان برای بدست آوردن اطلاعات کلی دربارهٔ یک سیستم در حال اجرا استفاده کرد. از جمله میزان حافظه سیستم، زمان پردازنده و منابع مربوط به سیستم‌فایل و شبکه که فرایندهای در حال اجرا در حال مصرف کردن آنها هستند. همچنین به کمک دی‌تریس می‌توان به اطلاعات جزئی‌تری همچون آرگومان‌هایی که یک تابع خاص با آنها فراخوانی شده، لیست فرایندهایی که به یک فایل خاص دسترسی دارند و … را بدست آورد.